# Giro d'Italia 2023
106. ročník etapového cyklistického závodu Giro d'Italia se konal mezi 6. a 28. květnem 2023 v Itálii. Celkovým vítězem se stal Slovinec Primož Roglič z týmu Team Jumbo–Visma. Závod byl součástí UCI World Tour 2023 na úrovni 2.UWT a byl dvacátým druhým závodem seriálu.

## Týmy
Závodu se zúčastní všech 18 UCI WorldTeamů, které jsou automaticky pozvány a jsou povinny se zúčastnit, a 4 UCI ProTeamy. Týmy Lotto–Dstny a Team TotalEnergies také dostaly automatickou pozvánku jako 2 nejlepší UCI ProTeamy sezóny 2022, oba týmy však svou účast odmítly. V lednu 2023 pak organizátor závodu RCS Sport oznámil 4 týmy, které se závodu zúčastní na divokou kartu: Eolo–Kometa, Green Project–Bardiani–CSF–Faizanè, Israel–Premier Tech a Team Corratec–Selle Italia. Všechny týmy přijely s osmi jezdci, závod tak odstartovalo 176 jezdců. Celé Giro provázelo deštivé počasí, jež způsobilo mnoho nehod, a vlna nemocí, například covidu-19, kvůli čemuž muselo odstoupit celkem 51 závodníků, včetně jezdců jako Remco Evenepoel, Tao Geoghegan Hart, Rigoberto Urán či Mads Pedersen. Do cíle v Římu tak dojelo pouze 125 závodníků.
UCI WorldTeamy
- AG2R Citroën Team
- Alpecin–Deceuninck
- Arkéa–Samsic
- Astana Qazaqstan Team
- Bora–Hansgrohe
- Cofidis
- EF Education–EasyPost
- Groupama–FDJ
- Ineos Grenadiers
- Intermarché–Circus–Wanty
- Movistar Team
- Soudal–Quick-Step
- Team Bahrain Victorious
- Team DSM
- Team Jayco–AlUla
- Team Jumbo–Visma
- Trek–Segafredo
- UAE Team Emirates

UCI ProTeamy
- Eolo–Kometa
- Green Project–Bardiani–CSF–Faizanè
- Israel–Premier Tech
- Team Corratec–Selle Italia

## Favorité před závodem

### Celkové pořadí
Za největší favority závodu byli považováni Remco Evenepoel a Primož Roglič. Evenepoel vstupoval do Gira jako aktuální mistr světa a vítěz Vuelty a España 2022. V sezóně 2023 získal před Girem sedmé místo celkově na Vueltě a San Juan, vyhrál na UAE Tour a i přes vítězství ve dvou etapách si na etapovém závodu Volta a Catalunya dojel jen pro druhé místo. Poté se vypravil na tréninkový kemp na ostrově Tenerife, z něhož na konci dubna odjel na monument Lutych–Bastogne–Lutych, kde po sólo útoku obhájil svůj triumf z předchozího roku. V sestavě jeho týmu, Soudal–Quick-Step, se objevili i dva Češi, Jan Hirt a Josef Černý. Roglič svou sezónu 2023 zahájil později, až v březnu na etapovém závodu Tirreno–Adriatico, neboť v průběhu závodní pauzy podstoupil operaci ramene. Mimo celkové pořadí na tomto závodu vyhrál i 3 etapy. Další zastávkou byla pro Rogliče, stejně jako pro Evenepoela, Volta a Catalunya, kde také vyhrál 2 etapy a stal se vítězem celkového pořadí před Evenepoelem. Na rozdíl od něj však poté už jen trénoval, taktéž na ostrově Tenerife. Ještě před startem závodu však musel Rogličův podpůrný tým doznat obměn, neboť Robert Gesink a Tobias Foss krátce před startem Gira onemocněli. Nahradili je Rohan Dennis a Jos van Emden. Van Emden však následně onemocněl také a tak ho nahradil Sam Oomen. Den před startem pak při tréninku spadl Jan Tratnik, jehož na poslední chvíli nahradil Thomas Gloag. Mezi hlavní vyzyvatele Rogliče a Evenepoela pak patřil hlavně tým Ineos Grenadiers. V jeho soupisce se nacházeli Tao Geoghegan Hart, vítěz Gira 2020, jenž v roce 2023 před Girem vyhrál přípravný etapový závod Tour of the Alps, a Geraint Thomas, vítěz Tour de France 2018. Mezi další potenciální favority z tohoto týmu se řadili i Thymen Arensman a Pavel Sivakov. Dále byli jako favorité označováni závodníci jako João Almeida, Jay Vine (oba UAE Team Emirates), Damiano Caruso, Jack Haig (oba Team Bahrain Victorious), Rigoberto Urán, Hugh Carthy (oba EF Education–EasyPost), Lennard Kämna, Alexandr Vlasov (Bora–Hansgrohe), Eddie Dunbar (Team Jayco–AlUla), Domenico Pozzovivo (Israel–Premier Tech) či Lorenzo Fortunato (Eolo–Kometa).

### Sprinteři
Za nejlepší sprintery na startu Gira byli označováni Mark Cavendish (Astana Qazaqstan Team), Mads Pedersen (Trek–Segafredo), Fernando Gaviria (Movistar Team), Pascal Ackermann (UAE Team Emirates), Kaden Groves (Alpecin–Deceuninck), Alberto Dainese, Marius Mayrhofer (oba Team DSM), Jonathan Milan (Team Bahrain Victorious), Simone Consonni (Cofidis) či Niccolò Bonifazio (Intermarché–Circus–Wanty).

## Trasa a etapy
Trasa závodu byla odhalena 17. října 2022.
| Etapa         | Datum         | Trasa                                         | Vzdálenost     | Typ       | Typ                  | Vítěz                        | Ref           |           |
| ------------- | ------------- | --------------------------------------------- | -------------- | --------- | -------------------- | ---------------------------- | ------------- | --------- |
| 1             | 6. května     | Fossacesia – Ortona                           | 19,6 km        |           | Individuální časovka | Remco Evenepoel (BEL)        | [ 14 ]        |           |
| 2             | 7. května     | Teramo – San Salvo                            | 201 km         |           | Rovinatá etapa       | Jonathan Milan (ITA)         | [ 15 ]        |           |
| 3             | 8. května     | Vasto – Melfi                                 | 216 km         |           | Středně těžká etapa  | Michael Matthews (AUS)       | [ 16 ]        |           |
| 4             | 9. května     | Venosa – Lago Laceno                          | 175 km         |           | Horská etapa         | Aurélien Paret-Peintre (FRA) | [ 17 ]        |           |
| 5             | 10. května    | Atripalda – Salerno                           | 171 km         |           | Zvlněná etapa        | Kaden Groves (AUS)           | [ 18 ]        |           |
| 6             | 11. května    | Neapol – Neapol                               | 162 km         |           | Zvlněná etapa        | Mads Pedersen (DEN)          | [ 19 ]        |           |
| 7             | 12. května    | Capua – Gran Sasso                            | 218 km         |           | Horská etapa         | Davide Bais (ITA)            | [ 20 ]        |           |
| 8             | 13. května    | Terni – Fossombrone                           | 207 km         |           | Středně těžká etapa  | Ben Healy (IRL)              | [ 21 ]        |           |
| 9             | 14. května    | Savignano sul Rubicone – Cesena               | 35,0 km        |           | Individuální časovka | Remco Evenepoel (BEL)        | [ 22 ]        |           |
|               | 15. května    |                                               |                |           | Den odpočinku        | Den odpočinku                | Den odpočinku |           |
| 10            | 16. května    | Scandiano – Viareggio                         | 196 km         |           | Zvlněná etapa        | Magnus Cort (DEN)            | [ 23 ]        |           |
| 11            | 17. května    | Camaiore – Tortona                            | 219 km         |           | Zvlněná etapa        | Pascal Ackermann (GER)       | [ 24 ]        |           |
| 12            | 18. května    | Bra – Rivoli                                  | 179 km         |           | Středně těžká etapa  | Nico Denz (GER)              | [ 25 ]        |           |
| 13            | 19. května    | Borgofranco d’Ivrea Le Châble – Crans-Montana | 207 km 74,6 km |           | Horská etapa         | Einer Rubio (COL)            | [ 26 ]        |           |
| 14            | 20. května    | Sierre – Cassano Magnago                      | 193 km         |           | Zvlněná etapa        | Nico Denz (GER)              | [ 27 ]        |           |
| 15            | 21. května    | Seregno – Bergamo                             | 195 km         |           | Horská etapa         | Brandon McNulty (USA)        | [ 28 ]        |           |
|               | 22. května    |                                               |                |           | Den odpočinku        | Den odpočinku                | Den odpočinku |           |
| 16            | 23. května    | Sabbio Chiese – Monte Bondone                 | 203 km         |           | Horská etapa         | João Almeida (POR)           | [ 29 ]        |           |
| 17            | 24. května    | Pergine Valsugana – Caorle                    | 195 km         |           | Rovinatá etapa       | Alberto Dainese (ITA)        | [ 30 ]        |           |
| 18            | 25. května    | Oderzo – Zoldo Alto                           | 161 km         |           | Horská etapa         | Filippo Zana (ITA)           | [ 31 ]        |           |
| 19            | 26. května    | Longarone – Tre Cime                          | 183 km         |           | Horská etapa         | Santiago Buitrago (COL)      | [ 32 ]        |           |
| 20            | 27. května    | Tarvisio – Monte Lussari                      | 18,6 km        |           | Horská časovka       | Primož Roglič (SLO)          | [ 33 ]        |           |
| 21            | 28. května    | Řím – Řím                                     | 135 km         |           | Rovinatá etapa       | Mark Cavendish (GBR)         | [ 1 ]         |           |
| Celková délka | Celková délka | Celková délka                                 | Celková délka  | 3356,8 km | 3356,8 km            | 3356,8 km                    | 3356,8 km     | 3356,8 km |

## Průběžné pořadí
| Etapa          | Vítěz                  | Celkové pořadí     | Bodovací soutěž | Vrchařská soutěž   | Soutěž mladých jezdců | Soutěž týmů             | Sprinterská soutěž | Cena bojovnosti         | Úniková soutěž       | Soutěž Fair play  |
| -------------- | ---------------------- | ------------------ | --------------- | ------------------ | --------------------- | ----------------------- | ------------------ | ----------------------- | -------------------- | ----------------- |
| 1              | Remco Evenepoel        | Remco Evenepoel    | Remco Evenepoel | Tao Geoghegan Hart | Remco Evenepoel       | Ineos Grenadiers        | neuděleno          | Rudy Molard             | neuděleno            | Soudal–Quick-Step |
| 2              | Jonathan Milan         | Remco Evenepoel    | Jonathan Milan  | Paul Lapeira       | Remco Evenepoel       | UAE Team Emirates       | Stefano Gandin     | Paul Lapeira            | Mattia Bais          | Soudal–Quick-Step |
| 3              | Michael Matthews       | Remco Evenepoel    | Jonathan Milan  | Thibaut Pinot      | Remco Evenepoel       | UAE Team Emirates       | Stefano Gandin     | Veljko Stojnić          | Veljko Stojnić       | Soudal–Quick-Step |
| 4              | Aurélien Paret-Peintre | Andreas Leknessund | Jonathan Milan  | Thibaut Pinot      | Andreas Leknessund    | Ineos Grenadiers        | Stefano Gandin     | Amanuel Ghebreigzabhier | Veljko Stojnić       | Team DSM          |
| 5              | Kaden Groves           | Andreas Leknessund | Jonathan Milan  | Thibaut Pinot      | Andreas Leknessund    | Ineos Grenadiers        | Stefano Gandin     | Stefano Gandin          | Thomas Champion      | Soudal–Quick-Step |
| 6              | Mads Pedersen          | Andreas Leknessund | Jonathan Milan  | Thibaut Pinot      | Andreas Leknessund    | Ineos Grenadiers        | Stefano Gandin     | Simon Clarke            | Thomas Champion      | Soudal–Quick-Step |
| 7              | Davide Bais            | Andreas Leknessund | Jonathan Milan  | Davide Bais        | Andreas Leknessund    | Ineos Grenadiers        | Stefano Gandin     | Henok Mulubrhan         | Thomas Champion      | Soudal–Quick-Step |
| 8              | Ben Healy              | Andreas Leknessund | Jonathan Milan  | Davide Bais        | Andreas Leknessund    | Ineos Grenadiers        | Stefano Gandin     | Ben Healy               | Thomas Champion      | Soudal–Quick-Step |
| 9              | Remco Evenepoel        | Remco Evenepoel    | Jonathan Milan  | Davide Bais        | Remco Evenepoel       | Ineos Grenadiers        | Stefano Gandin     | Geraint Thomas          | Thomas Champion      | Soudal–Quick-Step |
| 10             | Magnus Cort            | Geraint Thomas     | Jonathan Milan  | Davide Bais        | João Almeida          | Ineos Grenadiers        | Stefano Gandin     | Derek Gee               | Alessandro De Marchi | AG2R Citroën Team |
| 11             | Pascal Ackermann       | Geraint Thomas     | Jonathan Milan  | Davide Bais        | João Almeida          | Ineos Grenadiers        | Davide Bais        | Laurenz Rex             | Thomas Champion      | AG2R Citroën Team |
| 12             | Nico Denz              | Geraint Thomas     | Jonathan Milan  | Davide Bais        | João Almeida          | Team Jumbo–Visma        | Davide Bais        | Toms Skujiņš            | Thomas Champion      | AG2R Citroën Team |
| 13             | Einer Rubio            | Geraint Thomas     | Jonathan Milan  | Thibaut Pinot      | João Almeida          | Team Jumbo–Visma        | Davide Bais        | Thibaut Pinot           | Thomas Champion      | Groupama–FDJ      |
| 14             | Nico Denz              | Bruno Armirail     | Jonathan Milan  | Davide Bais        | João Almeida          | Team Bahrain Victorious | Davide Bais        | Derek Gee               | Thomas Champion      | Groupama–FDJ      |
| 15             | Brandon McNulty        | Bruno Armirail     | Jonathan Milan  | Davide Bais        | João Almeida          | Team Bahrain Victorious | Davide Bais        | Ben Healy               | Thomas Champion      | Groupama–FDJ      |
| 16             | João Almeida           | Geraint Thomas     | Jonathan Milan  | Ben Healy          | João Almeida          | Team Bahrain Victorious | Toms Skujiņš       | João Almeida            | Thomas Champion      | Groupama–FDJ      |
| 17             | Alberto Dainese        | Geraint Thomas     | Jonathan Milan  | Ben Healy          | João Almeida          | Team Bahrain Victorious | Toms Skujiņš       | Thomas Champion         | Thomas Champion      | Groupama–FDJ      |
| 18             | Filippo Zana           | Geraint Thomas     | Jonathan Milan  | Thibaut Pinot      | João Almeida          | Team Bahrain Victorious | Thomas Champion    | Thibaut Pinot           | Thomas Champion      | Groupama–FDJ      |
| 19             | Santiago Buitrago      | Geraint Thomas     | Jonathan Milan  | Thibaut Pinot      | João Almeida          | Team Bahrain Victorious | Derek Gee          | Derek Gee               | Thomas Champion      | Groupama–FDJ      |
| 20             | Primož Roglič          | Primož Roglič      | Jonathan Milan  | Thibaut Pinot      | João Almeida          | Team Bahrain Victorious | Derek Gee          | Thibaut Pinot           | Thomas Champion      | Groupama–FDJ      |
| 21             | Mark Cavendish         | Primož Roglič      | Jonathan Milan  | Thibaut Pinot      | João Almeida          | Team Bahrain Victorious | Toms Skujiņš       | neuděleno               | Thomas Champion      | Groupama–FDJ      |
| Konečné pořadí | Konečné pořadí         | Primož Roglič      | Jonathan Milan  | Thibaut Pinot      | João Almeida          | Team Bahrain Victorious | Toms Skujiņš       | Derek Gee               | Thomas Champion      | Groupama–FDJ      |

## Konečné pořadí
| Legenda | Legenda                         | Legenda | Legenda                               |
| ------- | ------------------------------- | ------- | ------------------------------------- |
|         | Označuje lídra celkového pořadí |         | Označuje lídra vrchařské soutěže      |
|         | Označuje lídra bodovací soutěže |         | Označuje lídra soutěže mladých jezdců |
|         | Označuje vítěze ceny bojovnosti |         |                                       |

### Celkové pořadí
| Pořadí                  | Jezdec                           | Tým                                | Čas          |
| ----------------------- | -------------------------------- | ---------------------------------- | ------------ |
| 1                       | Primož Roglič (SLO)              | Team Jumbo–Visma                   | 85h 29' 02"  |
| 2                       | Geraint Thomas (GBR)             | Ineos Grenadiers                   | + 14"        |
| 3                       | João Almeida (POR)               | UAE Team Emirates                  | + 1' 15"     |
| 4                       | Damiano Caruso (ITA)             | Team Bahrain Victorious            | + 4' 40"     |
| 5                       | Thibaut Pinot (FRA)              | Groupama–FDJ                       | + 5' 43"     |
| 6                       | Thymen Arensman (NED)            | Ineos Grenadiers                   | + 6' 05"     |
| 7                       | Eddie Dunbar (IRL)               | Team Jayco–AlUla                   | + 7' 30"     |
| 8                       | Andreas Leknessund (NOR)         | Team DSM                           | + 7' 31"     |
| 9                       | Lennard Kämna (GER)              | Bora–Hansgrohe                     | + 7' 46"     |
| 10                      | Laurens De Plus (BEL)            | Ineos Grenadiers                   | + 9' 08"     |
| Konečné pořadí (11–125) |                                  |                                    |              |
| Pořadí                  | Jezdec                           | Tým                                | Čas          |
| 11                      | Einer Rubio (COL)                | Movistar Team                      | + 10' 43"    |
| 12                      | Ilan Van Wilder (BEL)            | Soudal–Quick-Step                  | + 11' 58"    |
| 13                      | Santiago Buitrago (COL)          | Team Bahrain Victorious            | + 12' 21"    |
| 14                      | Sepp Kuss (USA)                  | Team Jumbo–Visma                   | + 13' 09"    |
| 15                      | Aurélien Paret-Peintre (FRA)     | AG2R Citroën Team                  | + 14' 13"    |
| 16                      | Bruno Armirail (FRA)             | Groupama–FDJ                       | + 17' 16"    |
| 17                      | Warren Barguil (FRA)             | Arkéa–Samsic                       | + 24' 06"    |
| 18                      | Filippo Zana (ITA)               | Team Jayco–AlUla                   | + 33' 22"    |
| 19                      | Jack Haig (AUS)                  | Team Bahrain Victorious            | + 34' 46"    |
| 20                      | Patrick Konrad (AUT)             | Bora–Hansgrohe                     | + 37' 57"    |
| 21                      | Lorenzo Fortunato (ITA)          | Eolo–Kometa                        | + 38' 37"    |
| 22                      | Derek Gee (CAN)                  | Israel–Premier Tech                | + 40' 54"    |
| 23                      | Nicolas Prodhomme (FRA)          | AG2R Citroën Team                  | + 46' 26"    |
| 24                      | Luis León Sánchez (ESP)          | Astana Qazaqstan Team              | + 48' 03"    |
| 25                      | Koen Bouwman (NED)               | Team Jumbo–Visma                   | + 48' 15"    |
| 26                      | Simone Velasco (ITA)             | Astana Qazaqstan Team              | + 51' 15"    |
| 27                      | Laurens Huys (BEL)               | Intermarché–Circus–Wanty           | + 52' 18"    |
| 28                      | Diego Ulissi (ITA)               | UAE Team Emirates                  | + 1h 02' 50" |
| 29                      | Brandon McNulty (USA)            | UAE Team Emirates                  | + 1h 07' 43" |
| 30                      | Davide Formolo (ITA)             | UAE Team Emirates                  | + 1h 08' 58" |
| 31                      | Toms Skujiņš (LAT)               | Trek–Segafredo                     | + 1h 10' 21" |
| 32                      | Marco Frigo (ITA)                | Israel–Premier Tech                | + 1h 24' 36" |
| 33                      | Michel Hessmann (GER)            | Team Jumbo–Visma                   | + 1h 26' 24" |
| 34                      | Jay Vine (AUS)                   | UAE Team Emirates                  | + 1h 28' 59" |
| 35                      | Jonathan Lastra (ESP)            | Cofidis                            | + 1h 29' 02" |
| 36                      | Sam Oomen (NED)                  | Team Jumbo–Visma                   | + 1h 30' 51" |
| 37                      | Valentin Paret-Peintre (FRA)     | AG2R Citroën Team                  | + 1h 31' 52" |
| 38                      | Alessandro De Marchi (ITA)       | Team Jayco–AlUla                   | + 1h 37' 50" |
| 39                      | Bob Jungels (LUX)                | Bora–Hansgrohe                     | + 1h 37' 57" |
| 40                      | Edoardo Zambanini (ITA)          | Team Bahrain Victorious            | + 1h 38' 28" |
| 41                      | Rohan Dennis (AUS)               | Team Jumbo–Visma                   | + 1h 38' 35" |
| 42                      | Alessandro Tonelli (ITA)         | Green Project–Bardiani–CSF–Faizanè | + 1h 41' 48" |
| 43                      | Vadim Pronskij (KAZ)             | Astana Qazaqstan Team              | + 1h 48' 31" |
| 44                      | Larry Warbasse (USA)             | AG2R Citroën Team                  | + 1h 49' 54" |
| 45                      | Stefano Oldani (ITA)             | Alpecin–Deceuninck                 | + 1h 57' 09" |
| 46                      | Lorenzo Rota (ITA)               | Intermarché–Circus–Wanty           | + 1h 57' 55" |
| 47                      | Mattia Bais (ITA)                | Eolo–Kometa                        | + 2h 04' 10" |
| 48                      | Alberto Bettiol (ITA)            | EF Education–EasyPost              | + 2h 05' 06" |
| 49                      | Carlos Verona (ESP)              | Movistar Team                      | + 2h 06' 24" |
| 50                      | Bauke Mollema (NED)              | Trek–Segafredo                     | + 2h 08' 44" |
| 51                      | Anton Palzer (GER)               | Bora–Hansgrohe                     | + 2h 08' 46" |
| 52                      | Will Barta (USA)                 | Movistar Team                      | + 2h 10' 12" |
| 53                      | Jefferson Alexander Cepeda (ECU) | EF Education–EasyPost              | + 2h 12' 16" |
| 54                      | François Bidard (FRA)            | Cofidis                            | + 2h 15' 00" |
| 55                      | Ben Healy (IRL)                  | EF Education–EasyPost              | + 2h 18' 04" |
| 56                      | Matthew Riccitello (USA)         | Israel–Premier Tech                | + 2h 22' 57" |
| 57                      | Nico Denz (GER)                  | Bora–Hansgrohe                     | + 2h 23' 39" |
| 58                      | Christian Scaroni (ITA)          | Astana Qazaqstan Team              | + 2h 35' 12" |
| 59                      | Joe Dombrowski (USA)             | Astana Qazaqstan Team              | + 2h 36' 33" |
| 60                      | Pieter Serry (BEL)               | Soudal–Quick-Step                  | + 2h 36' 54" |
| 61                      | Ben Swift (GBR)                  | Ineos Grenadiers                   | + 2h 44' 27" |
| 62                      | Magnus Cort (DEN)                | EF Education–EasyPost              | + 2h 44' 33" |
| 63                      | Michael Matthews (AUS)           | Team Jayco–AlUla                   | + 2h 45' 46" |
| 64                      | Davide Gabburo (ITA)             | Green Project–Bardiani–CSF–Faizanè | + 2h 56' 29" |
| 65                      | Andrea Pasqualon (ITA)           | Team Bahrain Victorious            | + 2h 58' 04" |
| 66                      | Thomas Champion (FRA)            | Cofidis                            | + 2h 58' 14" |
| 67                      | Francesco Gavazzi (ITA)          | Eolo–Kometa                        | + 3h 00' 02" |
| 68                      | Ryan Gibbons (RSA)               | UAE Team Emirates                  | + 3h 01' 25" |
| 69                      | Rudy Molard (FRA)                | Groupama–FDJ                       | + 3h 07' 44" |
| 70                      | Vincenzo Albanese (ITA)          | Eolo–Kometa                        | + 3h 10' 05" |
| 71                      | Sebastian Berwick (AUS)          | Israel–Premier Tech                | + 3h 11' 47" |
| 72                      | Salvatore Puccio (ITA)           | Ineos Grenadiers                   | + 3h 12' 08" |
| DSQ                     | Alex Baudin (FRA)                | AG2R Citroën Team                  | + 3h 17' 15" |
| 74                      | Marius Mayrhofer (GER)           | Team DSM                           | + 3h 17' 27" |
| 75                      | Jasha Sütterlin (GER)            | Team Bahrain Victorious            | + 3h 20' 13" |
| 76                      | Thomas Gloag (GBR)               | Team Jumbo–Visma                   | + 3h 22' 19" |
| 77                      | Michael Hepburn (AUS)            | Team Jayco–AlUla                   | + 3h 25' 50" |
| 78                      | Mirco Maestri (ITA)              | Eolo–Kometa                        | + 3h 29' 16" |
| 79                      | José Joaquín Rojas (ESP)         | Movistar Team                      | + 3h 32' 20" |
| 80                      | Maxime Bouet (FRA)               | Arkéa–Samsic                       | + 3h 32' 23" |
| 81                      | Davide Bais (ITA)                | Eolo–Kometa                        | + 3h 33' 50" |
| 82                      | Pascal Ackermann (GER)           | UAE Team Emirates                  | + 3h 38' 18" |
| 83                      | Hugo Toumire (FRA)               | Cofidis                            | + 3h 39' 50" |
| 84                      | Karel Vacek (CZE)                | Team Corratec–Selle Italia         | + 3h 43' 50" |
| 85                      | Kristian Sbaragli (ITA)          | Alpecin–Deceuninck                 | + 3h 45' 29" |
| 86                      | Michel Ries (LUX)                | Arkéa–Samsic                       | + 3h 46' 43" |
| 87                      | Henok Mulubrhan (ERI)            | Green Project–Bardiani–CSF–Faizanè | + 3h 52' 20" |
| 88                      | Laurenz Rex (BEL)                | Intermarché–Circus–Wanty           | + 3h 54' 23" |
| 89                      | Alexandre Delettre (FRA)         | Cofidis                            | + 3h 55' 28" |
| 90                      | Thibault Guernalec (FRA)         | Arkéa–Samsic                       | + 3h 56' 10" |
| 91                      | Senne Leysen (BEL)               | Alpecin–Deceuninck                 | + 3h 58' 37" |
| 92                      | Jake Stewart (GBR)               | Groupama–FDJ                       | + 3h 59' 18" |
| 93                      | Stephen Williams (GBR)           | Israel–Premier Tech                | + 3h 59' 55" |
| 94                      | Edoardo Affini (ITA)             | Team Jumbo–Visma                   | + 4h 02' 55" |
| 95                      | Lukas Pöstlberger (AUT)          | Team Jayco–AlUla                   | + 4h 06' 05" |
| 96                      | Alex Kirsch (LUX)                | Trek–Segafredo                     | + 4h 11' 01" |
| 97                      | Diego Pablo Sevilla (ESP)        | Eolo–Kometa                        | + 4h 11' 51" |
| 98                      | Otto Vergaerde (BEL)             | Trek–Segafredo                     | + 4h 24' 51" |
| 99                      | Martin Marcellusi (ITA)          | Green Project–Bardiani–CSF–Faizanè | + 4h 25' 38" |
| 100                     | Alexander Konychev (ITA)         | Team Corratec–Selle Italia         | + 4h 26' 35" |
| 101                     | Veljko Stojnić (SRB)             | Team Corratec–Selle Italia         | + 4h 26' 52" |
| 102                     | Cesare Benedetti (POL)           | Bora–Hansgrohe                     | + 4h 28' 46" |
| 103                     | Jonathan Milan (ITA)             | Team Bahrain Victorious            | + 4h 29' 02" |
| 104                     | Niklas Märkl (GER)               | Team DSM                           | + 4h 30' 49" |
| 105                     | Ignatas Konovalovas (LTU)        | Groupama–FDJ                       | + 4h 43' 42" |
| 106                     | Filippo Magli (ITA)              | Green Project–Bardiani–CSF–Faizanè | + 4h 46' 15" |
| 107                     | Gianni Moscon (ITA)              | Astana Qazaqstan Team              | + 4h 48' 59" |
| 108                     | Campbell Stewart (NZL)           | Team Jayco–AlUla                   | + 4h 51' 15" |
| 109                     | Daan Hoole (NED)                 | Trek–Segafredo                     | + 4h 52' 37" |
| 110                     | Max Kanter (GER)                 | Movistar Team                      | + 4h 52' 47" |
| 111                     | Simone Consonni (ITA)            | Cofidis                            | + 4h 56' 49" |
| 112                     | Arne Marit (BEL)                 | Intermarché–Circus–Wanty           | + 4h 58' 01" |
| 113                     | Fabian Lienhard (SUI)            | Groupama–FDJ                       | + 4h 59' 21" |
| 114                     | Filippo Fiorelli (ITA)           | Green Project–Bardiani–CSF–Faizanè | + 5h 00' 34" |
| 115                     | Charlie Quarterman (GBR)         | Team Corratec–Selle Italia         | + 5h 01' 27" |
| 116                     | Alan Riou (FRA)                  | Arkéa–Samsic                       | + 5h 02' 06" |
| 117                     | Jonas Iversby Hvideberg (NOR)    | Team DSM                           | + 5h 02' 12" |
| 118                     | Fernando Gaviria (COL)           | Movistar Team                      | + 5h 04' 38" |
| 119                     | Alessandro Iacchi (ITA)          | Team Corratec–Selle Italia         | + 5h 06' 23" |
| 120                     | Mark Cavendish (GBR)             | Astana Qazaqstan Team              | + 5h 07' 08" |
| 121                     | Alexander Krieger (GER)          | Alpecin–Deceuninck                 | + 5h 08' 46" |
| 122                     | Albert Torres (ESP)              | Movistar Team                      | + 5h 19' 29" |
| 123                     | Yukiya Arashiro (JPN)            | Team Bahrain Victorious            | + 5h 21' 17" |
| 124                     | Alberto Dainese (ITA)            | Team DSM                           | + 5h 23' 48" |
| 125                     | Nicolas Dalla Valle (ITA)        | Team Corratec–Selle Italia         | + 5h 26' 45" |

### Bodovací soutěž
| Pořadí | Jezdec                 | Tým                     | Body |
| ------ | ---------------------- | ----------------------- | ---- |
| 1      | Jonathan Milan (ITA)   | Team Bahrain Victorious | 217  |
| 2      | Derek Gee (CAN)        | Israel–Premier Tech     | 164  |
| 3      | Michael Matthews (AUS) | Team Jayco–AlUla        | 101  |
| 4      | Mark Cavendish (GBR)   | Astana Qazaqstan Team   | 101  |
| 5      | Pascal Ackermann (GER) | UAE Team Emirates       | 95   |
| 6      | Toms Skujiņš (LAT)     | Trek–Segafredo          | 91   |
| 7      | Nico Denz (GER)        | Bora–Hansgrohe          | 77   |
| 8      | Magnus Cort (DEN)      | EF Education–EasyPost   | 68   |
| 9      | Alberto Dainese (ITA)  | Team DSM                | 63   |
| 10     | Primož Roglič (SLO)    | Team Jumbo–Visma        | 56   |

### Vrchařská soutěž
| Pořadí | Jezdec                       | Tým                                | Body |
| ------ | ---------------------------- | ---------------------------------- | ---- |
| 1      | Thibaut Pinot (FRA)          | Groupama–FDJ                       | 237  |
| 2      | Derek Gee (CAN)              | Israel–Premier Tech                | 200  |
| 3      | Ben Healy (IRL)              | EF Education–EasyPost              | 164  |
| 4      | Davide Bais (ITA)            | Eolo–Kometa                        | 144  |
| 5      | Einer Rubio (COL)            | Movistar Team                      | 117  |
| 6      | Primož Roglič (SLO)          | Team Jumbo–Visma                   | 86   |
| 7      | Santiago Buitrago (COL)      | Team Bahrain Victorious            | 82   |
| 8      | Davide Gabburo (ITA)         | Green Project–Bardiani–CSF–Faizanè | 69   |
| 9      | João Almeida (POR)           | UAE Team Emirates                  | 67   |
| 10     | Aurélien Paret-Peintre (FRA) | AG2R Citroën Team                  | 56   |

### Soutěž mladých jezdců
| Pořadí | Jezdec                   | Tým                      | Čas          |
| ------ | ------------------------ | ------------------------ | ------------ |
| 1      | João Almeida (POR)       | UAE Team Emirates        | 85h 30' 17"  |
| 2      | Thymen Arensman (NED)    | Ineos Grenadiers         | + 4' 50"     |
| 3      | Andreas Leknessund (NOR) | Team DSM                 | + 6' 16"     |
| 4      | Einer Rubio (COL)        | Movistar Team            | + 9' 28"     |
| 5      | Ilan Van Wilder (BEL)    | Soudal–Quick-Step        | + 10' 43"    |
| 6      | Santiago Buitrago (COL)  | Team Bahrain Victorious  | + 11' 06"    |
| 7      | Filippo Zana (ITA)       | Team Jayco–AlUla         | + 32' 07"    |
| 8      | Laurens Huys (BEL)       | Intermarché–Circus–Wanty | + 51' 03"    |
| 9      | Brandon McNulty (USA)    | UAE Team Emirates        | + 1h 06' 28" |
| 10     | Marco Frigo (ITA)        | Israel–Premier Tech      | + 1h 23' 21" |

### Soutěž týmů
| Pořadí | Tým                     | Čas          |
| ------ | ----------------------- | ------------ |
| 1      | Team Bahrain Victorious | 256h 21' 18" |
| 2      | Ineos Grenadiers        | + 16' 22"    |
| 3      | Team Jumbo–Visma        | + 30' 40"    |
| 4      | UAE Team Emirates       | + 51' 53"    |
| 5      | AG2R Citroën Team       | + 1h 21' 30" |
| 6      | Bora–Hansgrohe          | + 1h 25' 31" |
| 7      | Astana Qazaqstan Team   | + 1h 31' 44" |
| 8      | Team Jayco–AlUla        | + 1h 32' 51" |
| 9      | Israel–Premier Tech     | + 1h 51' 54" |
| 10     | EF Education–EasyPost   | + 2h 18' 52" |

### Sprinterská soutěž
| Pořadí | Jezdec                     | Tým                        | Body |
| ------ | -------------------------- | -------------------------- | ---- |
| 1      | Toms Skujiņš (LAT)         | Trek–Segafredo             | 57   |
| 2      | Derek Gee (CAN)            | Israel–Premier Tech        | 49   |
| 3      | Thomas Champion (FRA)      | Cofidis                    | 37   |
| 4      | Veljko Stojnić (SRB)       | Team Corratec–Selle Italia | 36   |
| 5      | Davide Bais (ITA)          | Eolo–Kometa                | 32   |
| 6      | Charlie Quarterman (GBR)   | Team Corratec–Selle Italia | 25   |
| 7      | Mattia Bais (ITA)          | Eolo–Kometa                | 24   |
| 8      | Warren Barguil (FRA)       | Arkéa–Samsic               | 19   |
| 9      | Alessandro De Marchi (ITA) | Team Jayco–AlUla           | 19   |
| 10     | Diego Pablo Sevilla (ESP)  | Eolo–Kometa                | 19   |

### Úniková soutěž
| Pořadí | Jezdec                     | Tým                        | Kilometry |
| ------ | -------------------------- | -------------------------- | --------- |
| 1      | Thomas Champion (FRA)      | Cofidis                    | 650       |
| 2      | Derek Gee (CAN)            | Israel–Premier Tech        | 483       |
| 3      | Veljko Stojnić (SRB)       | Team Corratec–Selle Italia | 428       |
| 4      | Alexander Konychev (ITA)   | Team Corratec–Selle Italia | 344       |
| 5      | Diego Pablo Sevilla (ESP)  | Eolo–Kometa                | 339       |
| 6      | Alessandro De Marchi (ITA) | Team Jayco–AlUla           | 338       |
| 7      | Toms Skujiņš (LAT)         | Trek–Segafredo             | 328       |
| 8      | Davide Bais (ITA)          | Eolo–Kometa                | 264       |
| 9      | Laurenz Rex (BEL)          | Intermarché–Circus–Wanty   | 248       |
| 10     | Charlie Quarterman (GBR)   | Team Corratec–Selle Italia | 248       |

### Soutěž Fair Play
| Pořadí | Tým                                | Body |
| ------ | ---------------------------------- | ---- |
| 1      | Groupama–FDJ                       | 0    |
| 2      | Soudal–Quick-Step                  | 0    |
| 3      | Arkéa–Samsic                       | 40   |
| 4      | Cofidis                            | 40   |
| 5      | Bora–Hansgrohe                     | 50   |
| 6      | Team Corratec–Selle Italia         | 50   |
| 7      | Team Bahrain Victorious            | 51   |
| 8      | UAE Team Emirates                  | 70   |
| 9      | Green Project–Bardiani–CSF–Faizanè | 70   |
| 10     | Trek–Segafredo                     | 70   |